# Kaschtanowka (Kaliningrad, Gurjewsk)
Kaschtanowka (russisch Каштановка, deutsch Gänsekrug) ist ein kleiner Ort in der russischen Oblast Kaliningrad. Er gehört zur kommunalen Selbstverwaltungseinheit Stadtkreis Gurjewsk im Rajon Gurjewsk.
Kaschtanowka liegt im südöstlichen Samland zwölf Kilometer östlich von Kaliningrad (Königsberg) an der Föderalstraße A229 (ehemalige deutsche Reichsstraße 1) zwischen Rodniki (Jungferndorf) und Nisowje (Waldau).

## Geschichte
Vor 1945 gehörte Gänsekrug zu Fuchshöfen (russisch: Slawjanskoje) im Landkreis Königsberg (Preußen), 1939 bis 1945 Landkreis Samland, im Regierungsbezirk Königsberg der preußischen Provinz Ostpreußen und war in seiner Geschichte mit diesem Ort eng verbunden.
1945 kam Gänsekrug mit dem nördlichen Ostpreußen zur Sowjetunion. Vor 1975 erhielt der Ort die russische Bezeichnung Kaschtanowka und wurde dem Dorfsowjet Nisowski selski Sowet im Rajon Gurjewsk zugeordnet. Von 2008 bis 2013 gehörte Kaschtanowka zur Landgemeinde Nisowskoje selskoje posselenije und seither zum Stadtkreis Gurjewsk.

## Kirche
Die fast ausnahmslos evangelische Bevölkerung von Gänsekrug war bis 1945 in das Kirchspiel der Kirche Arnau im Kirchenkreis Königsberg-Land II in der Kirchenprovinz Ostpreußen der Kirche der Altpreußischen Union eingepfarrt. Heute ist Kaschtanowka der Gemeinde der evangelisch-lutherischen Auferstehungskirche in Kaliningrad (Königsberg) in der Propstei Kaliningrad der Evangelisch-lutherischen Kirche Europäisches Russland zugeordnet.